# С крыш наших домов
«С крыш наших домов» — дебютный студийный альбом белорусской постпанк-группы «Молчат дома», выход которого состоялся 24 апреля 2017 года. Первоначально альбом вышел в виде DIY-релиза, а затем в том же году ограниченный тираж «С крыш наших домов» издал на кассетах маленький немецкий инди-лейбл Detriti Records.

## Критика
| Оценки критиков | Оценки критиков |
| Источник        | Оценка          |
| --------------- | --------------- |
| Allmusic        | [ 1 ]           |

Отзыв об альбоме с сайта boomkat.com:
«Группа „Молчат дома“, основанная в 2017 году в Минске, Беларусь, стоит на стыке постпанка, новой волны и синти-попа. Мрачная, но танцевальная, с большой долей готического духа, их музыка напоминает музыку предшественников, но не заблуждайтесь: „Молчат Дома“ создает звук и смысл, в которых сразу можно узнать их собственные».
Отзыв об первом с альбома треке «Дома Молчат» сайта astartaview.ru:
«Одноимённый с группой трек радует стильным звуком. Я от неожиданности даже не сразу сообразил, кого именно мне напоминает такое звучание. Многих. От Alphaville и Кино до The Cure и The Siouxsie And The Banshees. Умеренная ритм-секция, танцевально-романтичные синтезаторы как раз в духе новой волны a la Duran Duran, угрюмый, но не утробный вокал. Тут есть и что-то от классического готик-рока, и элементы шугейза, и характерные дарк-рововые клише вплоть до более современных Garden Of Delight и The Underground Youth (помнится, именно в таком духе музыку мне прислал как-то лондонский лейбл Fuzz Club — целую пачку лаконичных дигипаков)».

## Список композиций
| №  | Название            | Длительность |
| -- | ------------------- | ------------ |
| 1. | «Дома молчат»       | 2:56         |
| 2. | «Крыши»             | 2:48         |
| 3. | «Люди надоели»      | 2:58         |
| 4. | «Машина работает»   | 3:08         |
| 5. | «Необычный человек» | 3:31         |
| 6. | «Прятки»            | 3:19         |
| 7. | «Технология»        | 3:35         |
| 8. | «Тишина»            | 4:19         |
| 9. | «Я не коммунист»    | 3:12         |

## Участники записи
«Молчат дома»
- Егор Шкутко — вокал
- Роман Комогорцев — электрогитара, клавишные
- Павел Козлов — бас-гитара, клавишные

Прочие участники
- Влад Выкидухин — обложка